# Securinina

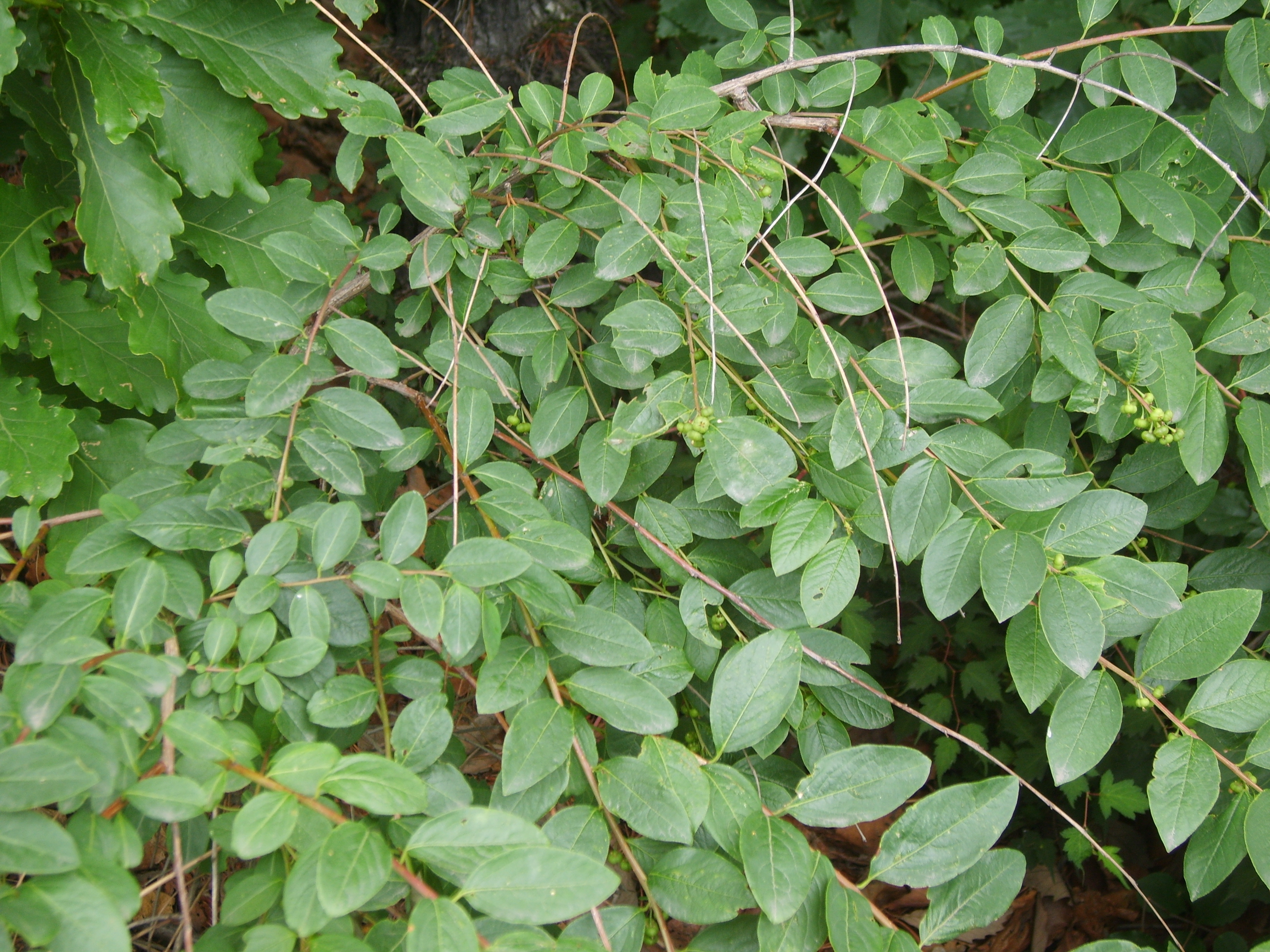
Flueggea suffruticosa (Securinega suffruticosa).

La securinina es un alcaloide derivado de la fenilalanina aislado por primera vez por Mukherjee en 1964 a partir de las hojas, raíces y tallos Securinega suffruticosa y Phyllanthus discoides(Euphorbiaceae). También se ha encontrado en Securinega durissima, Securinega fluggeoides y en la corteza de Securidaca longepedunculata (Fabaceae).

## Actividad biológica
Es un antagonista estereospecífico del receptor GABA. Es estimulante del sistema nervioso central con actividad similar a la estricnina pero de menor toxicidad. Causa estimulación respiratoria, aumenta el tono muscular e hipotensión.

## Derivados
14,15-Dihidrosecurinina: Encontrado en  Securinega suffruticosa (Euphorbiaceae); CAS 1878-04-2; pKa = 8.35; PF = 59 °C
14,15-Dihidro-15α-metoxisecurinina (Secuamamina C) Aislado de la corteza de Securinega suffruticosa var. amamiensis. CAS: 1004529-77-4. Fórmula molecular: C14H19NO3. Sólido amorfo. [α]25D = +82.1 ( c, 0.15 in CHCl3). UV: [neutral]λmax232 (log ε3.41) ;283 (log ε2.53) (MeOH).

## Biosíntesis
Sankawa y colaboradores dedujeron que la securinina puede provenir de una molécula de tirosina y otra de cadaverina. Los precursores lisina, cadaverina, y tirosina fueron los que mostraron mayor incorporación. Los experimentos de degradación revelaron que la [1,5-14C]-cadaverina marcó específicamente el anillo de piperidina de securinina y la radioactividad de DL-tirosina-[2-14C] fue incorporado en el carbonilo C-11 de la lactona. Los experimentos con L-tirosina[U-14C] y L-tirosina-[3’,5’-3H;U-14C] prueba que el fragmento C6 – C2 es derivado del anillo aromático y los carbono C-2 y C-3 de la tirosina.

## Síntesis
Síntesis de Honda: Parte de la 2-acetilpiridina y el anhídrido sórbico. Consta de los siguientes pasos:
(a) Preparación del éster vinílico (2E,4E)-hexa-2,4-dienoato de (1-(piridin-2-il)etenilo) con formación del enolato con una base (LiN(TMS)2).
(b) Por medio de la base mencionada se forma el tautómero (3E)-hexa-3,5-dienoato de 1-(piridin-2-il)etenilo.
(c) Formación del aducto Diels-Alder (3aR,7aS)-7a-(piridin-2-il)-3a,6,7,7a-tetrahidro-1-benzofuran-2(3H)-ona en presencia de tolueno a 180 °C.
(d) Se forma el diol cis (3aR,4R,5S,7aS)-4,5-dihidroxi-7a-(piridin-2-il)hexahidro-1-benzofuran-2(3H)-ona, utilizando para este fin tetróxido de osmio y terbutanol acuoso.
(e) El diol forma un cetal heterocíclico con 2,2-dimetoxipropano, el (3aS,5aS,8aS,8bR)-2,2-dimetil-7a-(piridin-2-il)hexahidrofuro[3,2-e][1,3]benzodioxol-7(4H)-ona. Esto es con el fin de proteger el diol.
(f) Se hidrogena el anillo de piridina con el catalizador de Adams.
(g) Se acetila el nitrógeno por medio de la reacción de Schotten-Baumann. La mezcla de estereoisómeros se resuelve para obtener la (3aS,5aS,8aR,8bR)-N-acetil-2,2-dimetil-5a-(piperidin-2-il)hexahidrofuro[3,2-e][1,3]benzodioxol-7(4H)-ona.
(h) Se elimina el cetal para obtener el (3aR,4R,5S,7aS)-7a-(1-acetilpiperidin-2-il)-4,5-dihidroxihexahidro-1-benzofuran-2(3H)-ona.
(i) Se forma un tiocarbonato heterocíclico [(3aS,5aS,8aR,8bR)-5a-(1-acetilpiperidin-2-il)-2-tioxohexahidrofuro[3,2-e][1,3]benzodioxol-7(4H)-ona] por la acción de 1,1'-carbonilbiimidazol. Esto es para recuperal el alqueno formado, de manera que durante todo el procedimiento la doble ligadura fue protegida.
(j) Por medio de una base y cloruro de fenilselenio se forma la cetona α,β-insaturada, (7aS)-7a-(1-acetilpiperidin-2-il)-7,7a-dihidro-1-benzofuran-2(6H)-ona.
(k) El paso final consiste en una ciclización orientada para formar la securinina.